# Kościół św. Jakuba Większego w Bocholtz
Kościół św. Jakuba Większego w Bocholtz (niderl. Jacobus de Meerderekerk) – rzymsko-katolicki kościół parafialny w stylu neogotyckim, znajdujący się w centrum Bocholtz (w prowincji Limburgia) przy Pastoor Neujeanstraat 6.

## Historia
Pierwsza wzmianka o kaplicy w Bocholtz pochodzi z 1373 roku. Kaplica ta została zbudowana w pobliżu budynku, w którym nocowali pielgrzymi podróżujących z Akwizgranu do Santiago de Compostela i podlegała parafii w Simpelveld. W XVII wieku kaplica popadła w ruinę i została całkowicie przebudowana w latach 1696-1697, jednak proboszcz z Simpelveld odmówił poświęcenia nowej kaplicy oraz odprawienia w niej mszy. Dopiero w 1714 roku kapłan z Akwizgranu był pierwszym, który odprawił mszę w odnowionej kaplicy. W 1794 roku w Bocholtz utworzono własną parafię, która została ostatecznie formalnie uznana w 1803 roku. Dzięki temu miejscowa kaplica stała się kościołem parafialnym.
W związku ze zwiększaniem się liczby ludności, według projektu Pierre'a Cuypersa w latach 1869-1873 w miejscu starego wybudowano nowy większy kościół parafialny. Plany oparto na niewykorzystanym projekcie kościoła w Baarlo. W XIX i XX wieku liczba mieszkańców Bocholtz ponownie wzrosła i kościół uznano za zbyt mały. W związku z tym zburzono chór świątyni i w 1953 roku Harry Koene w miejscu starego zbudował nowy większy chór z drugim transeptem, dodano także apsydę i zakrystię.
Kościół został uznany za zabytek narodowy (nr 33600) w dniu 16 stycznia 1967 r.

## Architektura i sztuka
Główne wejście do kościoła znajduje się w dzwonnicy od strony zachodniej.
Kościół zbudowano w XIX wieku z cegły w stylu neogotyckim na planie krzyża, powstały wówczas trzy nawy z transeptem. Rozbudowę w latach 50. XX wieku wykonano wykorzystując cegły w innym kolorze.
W kościele znajduje się czarna marmurowa chrzcielnica z 1796 roku.
Kult św. Korneliusza
W kościele przechowywana jest relikwia (w postaci fragmentu kości) papieża św. Korneliusza. Relikwiarz ma kształt srebrnej monstrancji o wysokości 33,5 centymetra, z okrągłym pojemnikiem o średnicy około 4 centymetrów, który zawiera fragment kości. Nie jest pewne, kiedy relikwia trafiła do tutejszego kościoła.
W XIX i XX wieku kult św. Korneliusza stał się popularny w holenderskich prowincjach Brabancja Północna i Limburgia. Parafia św. Jakuba Większego w Bocholtz nabyła rzeźbę św. Korneliusza. Posąg jest drewnianym neogotyckim 132-centymetrowym przedstawieniem młodego mężczyzny bez brody w szacie liturgicznej i tiarze, z rogiem w prawej ręce i laską w lewej. Figura ta stoi po prawej stronie nawy głównej na neogotyckim postumencie przy jednym z filarów.
Na początku XX wieku w dniu święta Korneliusza 16 września odbywała się coroczna pielgrzymka do Bocholtz, podczas której ludzie małymi grupami przychodzili pieszo do kościoła św. Jakuba Większego. Pierwsza wzmianka o pielgrzymce pochodzi z lat 30. XX wieku, choć twierdzi się, że mogła ona mieć miejsce od około 1900 roku. W latach 60. pielgrzymki ustały.